# تابستان‌نشین
تابستان‌نشین در معماری سنتی ایرانی، موقعیتی مانند زمستان‌نشین دارد با این تفاوت که در وجه جنوبی حیاط قرار گرفته‌است تا در تابستان از تابش مستقیم آفتاب در امان بماند و روی محور اصلی آن معمولاً فضای نیمه باز با تالار قرار می‌گیرد. این تالارها و ایوان‌ها جز در مواقع بسیار سرد سال مهم‌ترین فضایی زندگی در خانه بوده‌اند، و اگرچه همیشه تزیینات داشته‌اند، اما با توجه به باز بودن و نفوذ گرد و خاک، از تزیینات بسیار پیچیده در آن‌ها پرهیز و به نقوش ساده گچی در ترکیب با آجر یا سیم گل قناعت می‌شده‌است.